# Robert Richardson (Kameramann)

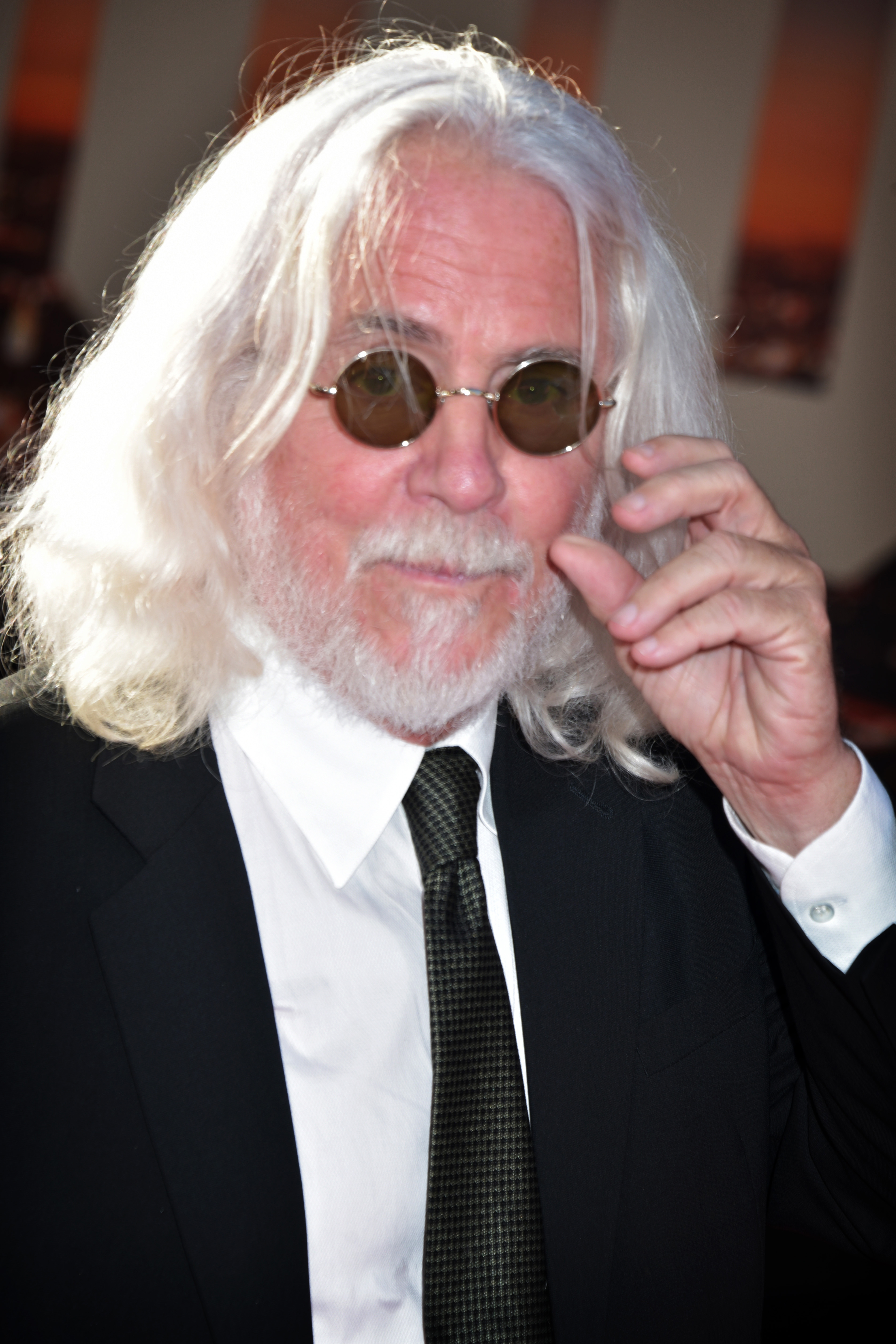
Robert Richardson (2019)

Robert Bridge „Bob“ Richardson (* 27. August 1955 in Hyannis, Massachusetts) ist ein US-amerikanischer Kameramann.

## Leben
Richardson wurde vor allem durch seine Zusammenarbeit mit dem Regisseur Oliver Stone bekannt. Diese Filme brachten ihm die ersten Oscarnominierungen für Platoon (1987) und Geboren am 4. Juli (1990) sowie 1992 seinen ersten Academy Award für den Film JFK – Tatort Dallas ein.
2005 erhielt er seinen zweiten Oscar für Martin Scorseses Aviator, 2010 eine weitere Nominierung für seine Arbeit an Inglourious Basterds von Quentin Tarantino. Seinen dritten Oscar gewann er 2012 für die erneute Zusammenarbeit mit Scorsese an Hugo Cabret. Bei der Oscarverleihung 2016 war er erneut für seine Arbeit an The Hateful Eight mit Quentin Tarantino nominiert.
2019 wurde Richardson mit dem ASC Lifetime Achievement Award geehrt. Für Once Upon a Time in Hollywood erhielt er seine zehnte Oscar-Nominierung.

## Filmografie
- 1986: Salvador
- 1986: Platoon
- 1987: Dudes – Halt mich fest, die Wüste bebt! (Dudes)
- 1987: Wall Street
- 1988: Acht Mann und ein Skandal
- 1988: Talk Radio
- 1989: Geboren am 4. Juli
- 1991: The Doors
- 1991: City of Hope – Regie: John Sayles
- 1991: JFK – Tatort Dallas (JFK)
- 1992: Eine Frage der Ehre (A Question of Honor)
- 1993: Heaven and Earth
- 1994: Natural Born Killers
- 1995: Casino
- 1995: Nixon
- 1997: U-Turn – Kein Weg zurück
- 1997: Fast, Cheap and Out of Control – Regie: Errol Morris
- 1997: Wag the Dog
- 1998: Der Pferdeflüsterer (The Horse Whisperer)
- 1999: Schnee, der auf Zedern fällt
- 1999: Bringing Out the Dead – Nächte der Erinnerung
- 2002: Die vier Federn
- 2003: Kill Bill – Volume 1
- 2004: Kill Bill – Volume 2
- 2004: Aviator
- 2006: Der gute Hirte
- 2008: Shine a Light
- 2008: Standard Operating Procedure
- 2009: Inglourious Basterds
- 2010: Shutter Island
- 2011: Hugo Cabret (Hugo)
- 2012: Django Unchained
- 2015: The Hateful Eight
- 2016: Live by Night
- 2017: Solange ich atme (Breathe)
- 2018: Die Farbe des Horizonts (Adrift)
- 2018: A Private War
- 2019: Once Upon a Time in Hollywood
- 2021: JFK Revisited: Through the Looking Glass (Dokumentarfilm)
- 2021: Venom: Let There Be Carnage
- 2022: Emancipation
- 2023: Air: Der große Wurf (Air)
- 2023: The Equalizer 3 – The Final Chapter (The Equalizer 3)